# Auguste Villiers de L'Isle-Adam

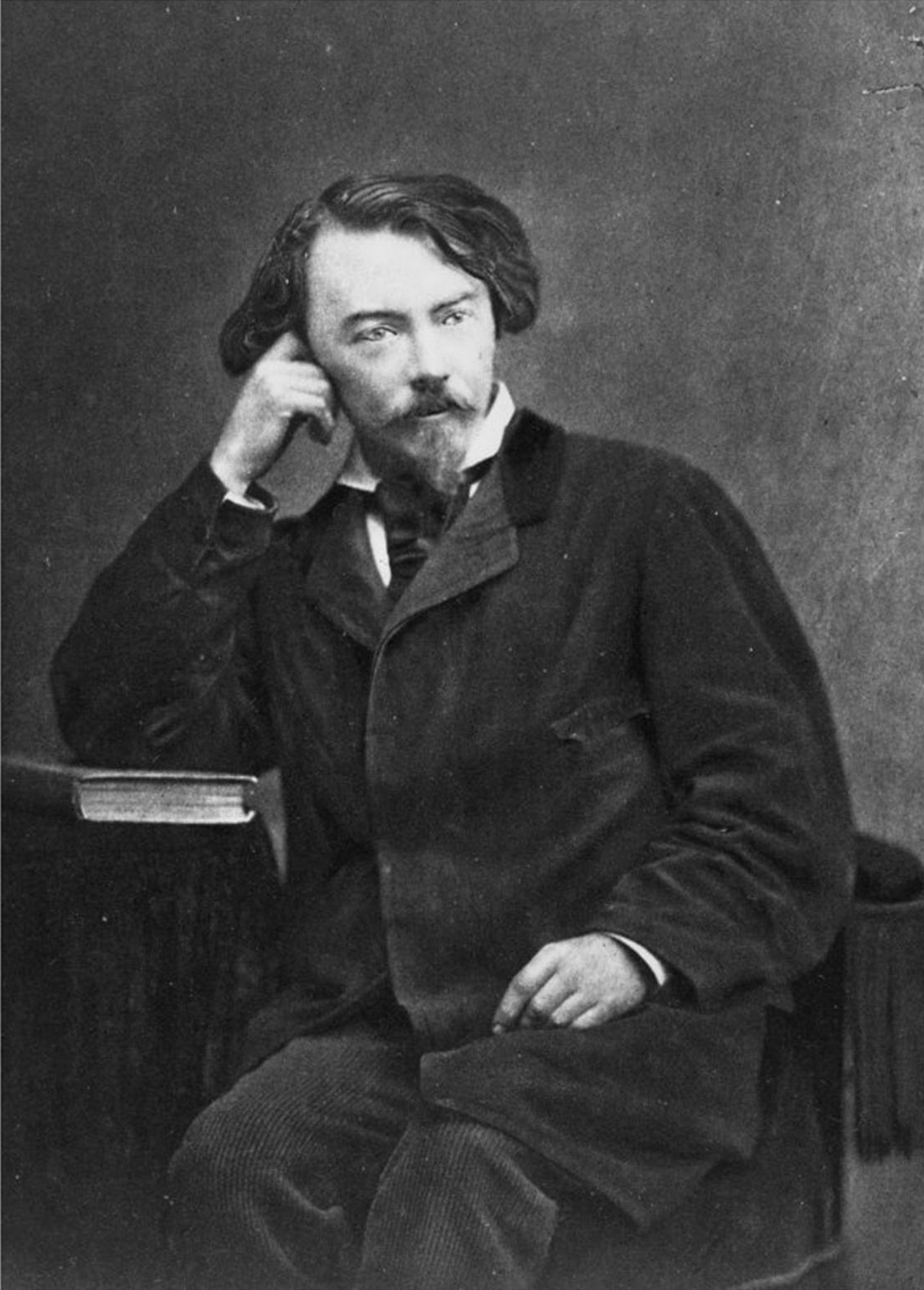
Auguste Villiers de L'Isle-Adam

Jean Marie Mathias Philippe Auguste Graaf van Villiers de L'Isle-Adam (Saint-Brieuc, 7 november 1838 – Parijs, 18 april 1889) was een Frans schrijver, publicerend onder de naam Villiers de L'Isle-Adam.

## Leven en werk
Villiers de L'Isle-Adam stamde uit een oud Bretons adelgeslacht. Zijn vader verkwistte voor een belangrijk deel het familiefortuin, onder meer door het zoeken naar schatten in oude scheepswrakken. Villiers groeide grotendeels op bij een oom en tante en studeerde in Rennes. Vervolgens voorzag hij in zijn levensonderhoud door journalistiek werk.
Villiers publiceerde reeds op jonge leeftijd gedichten (Premières poésies, 1859, onder invloed van een ontgoochelende liefdeservaring) en filosofische verhalen (Isis, 1862). Later schakelde hij over naar het toneel. In 1866 schreef hij zijn drama in proza Morgane. Bekendheid kreeg hij vooral met zijn verhalenbundel Contes cruels (1883), die voor het grootste deel eerst in kranten en tijdschriften verschenen. Goed ontvangen werd ook zijn bundel Tribulat Bonhomet (1887), een bundel verhalen rondom een typisch 19e-eeuwse burger, positivist, tegenstander van het mysterie en het schone. Bijna profetisch is verder zijn futuristische roman L'Ève future (1886), waarin hij met vertwijfeling het toekomstige leven van de mens in het teken van de wetenschap verbeeldt.
Villiers werd als schrijver sterk aangetrokken door het werk van Edgar Allan Poe en Richard Wagner. Hij was bevriend met Stéphane Mallarmé, Joris-Karl Huysmans en Charles Baudelaire, die eveneens een stempel op zijn werk drukten. Hij bestreed het positivisme en het sciëntisme van zijn tijd. Onder invloed van Hegel kwam hij tot een soort mystiek idealisme, van waaruit hij de diversiteit van het innerlijk leven trachtte weer te geven. In zijn Contes cruels toont hij personages die een bovennatuurlijk paradijs proberen te bereiken via esoterische praktijken, zelfmoord of christelijke wereldverzaking. In zijn toneelstukken staat de overwinning van de droom op het leven centraal.
Villiers had grote invloed op latere symbolisten. Zijn postuum verschenen toneelstuk Axel (1890) wordt ook wel gezien als een voorloper van het symbolisme. Wezens en voorwerpen zijn voor hem tekens die het bestaan van een hogere werkelijkheid suggereren.
Na een periode van succes midden jaren tachtig raakte Villiers in financiële problemen. Hij overleed uiteindelijk in armoede, aan kanker, in een Parijs ziekenhuis in 1889.

#### Verhalen en romans
- Isis (verhalen), 1862
- Contes cruels (verhalen),1883
- L'Ève future (roman), 1886
- L'Amour suprême (verhalen), 1886
- Tribulat Bonhomet (verhalen), 1887
- Nouveaux Contes cruels (verhalen), 1888
- Histoires insolites (verhalen), 1888
- Chez les passants, 1890
- Propos d'Au-delà, 1893
- Reliques, 1954
- Nouvelles reliques,1968

#### Theater
- Elën, 1865
- Morgane, 1866
- La Révolte, 1870
- Le Nouveau Monde, 1880
- Axël, 1890
- L'Évasion, 1890
- Le Prétendant (nieuwe versie van Morgane), 1965

#### Poezie
- Deux essais de poésie, 1858
- Premières poésies, 1859